# De laatste dag van Lissabon
De laatste dag van Lissabon is een hoorspel van Günter Eich. Der letzte Tag von Lissabon werd op 31 januari 1956 uitgezonden door de Bayerischer Rundfunk. Gerard Wijdeveld vertaalde het en de KRO zond het uit in het programma Dinsdagavondtheater op dinsdag 20 februari 1968. De regisseur was Willem Tollenaar. Het hoorspel duurde 87 minuten.

## Rolbezetting
- Frits Butzelaar (de gevangene)
- Dick Scheffer (de cipier Tomaso)
- Peter Aryans (Antonio)
- Dries Krijn (Vincento)
- Paul van der Lek (Henrique)
- Jos van Turenhout (José)
- Wam Heskes (de toneelspeler)
- Frans Somers (Alfonso)
- Han König (Martis)
- Johan te Slaa (Emilio)
- Lo van Hensbergen (Da Silva)
- Joan Remmelts (de kapitein)
- Jan Verkoren (een stem)
- Hans Veerman (een spreker)
- Eva Janssen (Francisca)
- Fé Sciarone (Emilia)
- Anne Wil Blankers (Inez)
- Loudi Nijhoff (Margarita)
- Nel Snel (de vrouw van de toneelspeler)
- Peronne Hosang (Luisa)
- Lies Franken (Florentine)
- Gerrie Mantel (Rosita)
- Andrea Domburg (Isabel)
- Nell Koppen (Odilia)
- Hetty Berger (Susanna)
- Betty Kapsenberg (Palmira)
- Maria Lindes (Fernanda)

## Inhoud
Op de vooravond van Allerheiligen, de dag waarop tijdens de vroegmis de stad Lissabon over de rechtvaardigen en de onrechtvaardigen ineen zal storten, vindt een gesprek plaats tussen een door de inquisitie tot de brandstapel veroordeelde geestelijke en zijn bewaker. Tot in de duistere cel is van verre het gefluit van twee bloemenverkopers te horen, die met hun kar door de stad trekken en die hun leven lang tegelijk concurrenten en vrienden waren. De veroordeelde priester kent natuurlijk talloze mensen, dus vertelt hij de bewaker over nog andere lotgevallen. Geluidssignalen uit de realiteit van de stad worden in zijn vertelling aangrijpende scènes van menselijke inspanningen. Zonder hier in details te treden, kan gezegd worden dat deze scènes meestal één ding gemeen hebben: diegenen over wie hij vertelt, kwellen zichzelf door te pogen een pijnigende, onoverkoombare drempel in hun leven te overschrijden, maar hun poging blijk niettegenstaande alle moeite telkens vruchteloos. En het lot van de priester zelf is gelijkaardig: de bewaker deelt hem op het einde mee, dat hem gratie is verleend en dat hij de volgende morgen zelfs opnieuw de mis zal mogen lezen. De luisteraar weet echter dat hem slechts gratie is verleend om onder het puin van de kathedraal begraven te worden…